# 洛米埃站

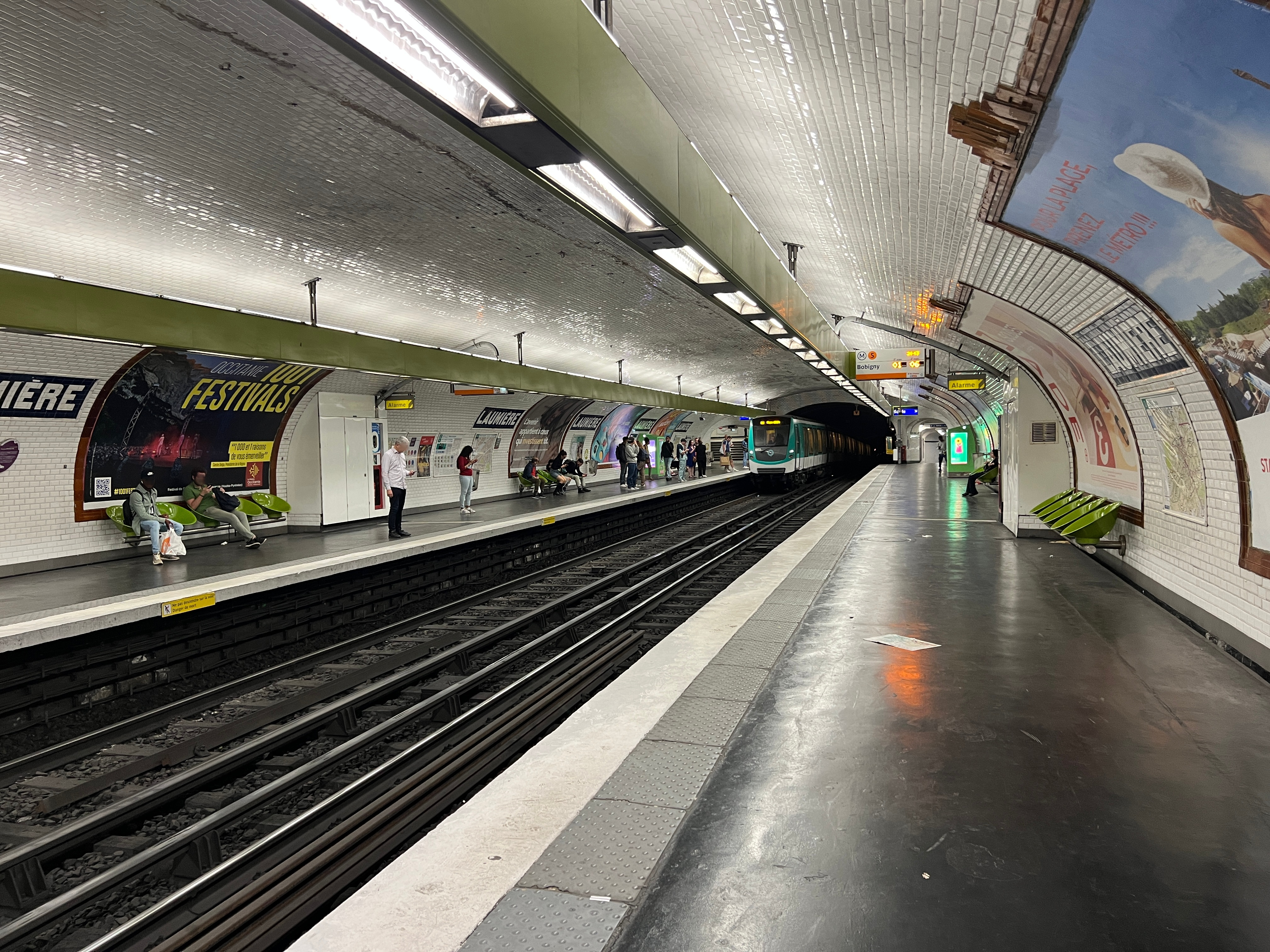
月台 (2022年6月)

洛米埃站（法語：Laumière）是巴黎地鐵的一個車站，服務巴黎地鐵5號線，有三個出口。该站得名于以法国将军克莱芒·韦尔内·德·洛米埃命名的洛米埃大道。

## 車站結構
| 街道  |                    |                                  |
| B1    | 夾層               |                                  |
| 5號線 | 南行               | 往意大利廣場（饒勒斯）           |
| 5號線 | 島式月台，左側開門 |                                  |
| 5號線 | 北行               | 往博比尼-巴勃羅·畢卡索（烏爾克） |